# エドワール・ヴァイル
エドワール・ヴァイル（Édouard Weil、1970年1月12日 - ）は、フランスの映画プロデューサー。

## 作品
- 不機嫌なママにメルシィ!
- ある朝突然、スーパースター
- 愛の残像
- 情痴　アヴァンチュール
- クリーン
- DEMONLOVER　デーモンラヴァー